# Petroselinum crispum
Il prezzemolo (Petroselinum crispum (Mill.) Fuss, 900) è una pianta biennale della famiglia delle Apiacee, originaria delle zone mediterranee. È l'unica specie nota del genere Petroselinum.
Cresce spontaneamente nei boschi e nei prati delle zone a clima temperato; teme infatti il freddo intenso.

## Descrizione
È una pianta erbacea, biennale nelle zone temperate, annuale in quelle tropicali. Ha una robusta radice a fittone bianco giallastra. Le foglie sono completamente glabre e hanno un contorno triangolare frastagliato, possono essere bipennatosette o tripennatosette. L'infiorescenza è una ombrella formata da una cinquantina di piccoli fiori a cinque petali bianchi, talvolta soffusi di azzurro-violetto o giallastro.

## Avversità

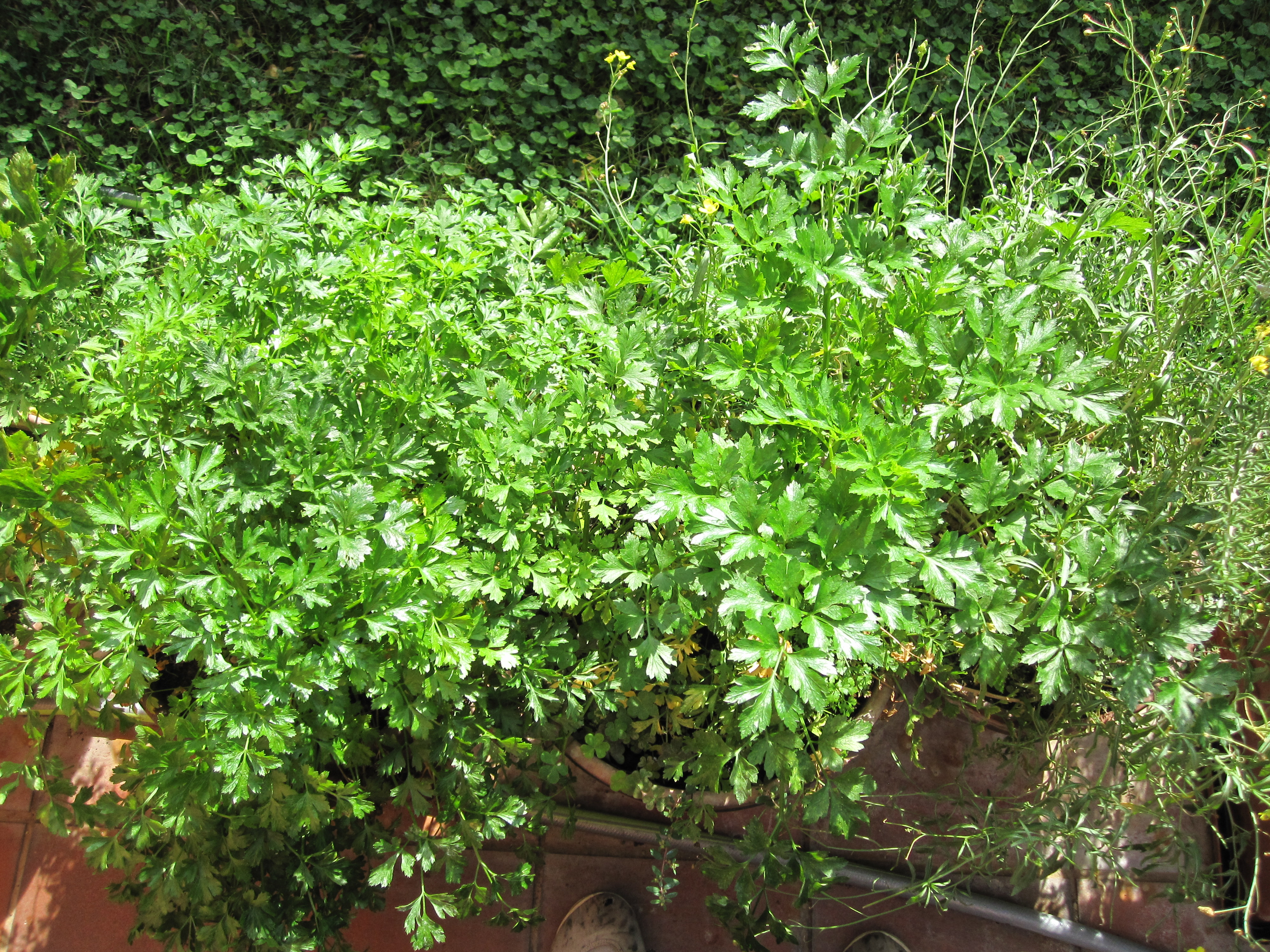
Prezzemolo a foglie piccole e grandi in vaso

Il prezzemolo può essere attaccato da diversi insetti: 
- larve di maggiolino e oziorinco: ne mangiano le radici;
- afidi: attaccano la pianta adulta, facendo arricciare le foglie con le loro punture.

Più frequente, nell'ambito delle malattie crittogamiche, risulta la cercospora: l'evidenza dell'affezione si ha con il riscontro di puntole di colore ambrato, che sono dei miceli.

## Usi
Le foglie e i fusti, e più raramente la radice, sono le parti utilizzate, sia per il consumo fresco sia per la preparazione di salse, zuppe e pesce.
È un ingrediente di molte pietanze e di molte salse. Viene ad esempio utilizzato tritato da aggiungere alle insalate o al sugo alle vongole o viceversa con le foglie intere nel pesce arrosto. Ha un sapore pungente e leggermente amaro che ravviva il sapore delle altre erbe.

### Medicinale

#### Uso esterno
L'impacco di foglie pestate è usato per alleviare punture di insetti, contusioni e mal di denti. La polpa delle foglie applicata sulle mammelle fa regredire il latte.

#### Uso interno
Il prezzemolo ha proprietà diuretiche e sudorifere, dovute principalmente ad una sostanza flavonica: l'apioside. Nell'erboristeria cinese è utilizzato anche come rimedio per la pressione alta.
Anticamente, soprattutto nel Medioevo, era utilizzato anche come emmenagogo e abortivo, a causa dell'apiolo, un componente principale, che contrae la muscolatura liscia dell'intestino, vescica e utero.

#### Controindicazioni
- Il consumo alimentare del prezzemolo fresco è considerato sicuro, ma non essendo ben definita la soglia di tossicità (e le interazioni con altre sostanze) il consumo eccessivo dovrebbe essere evitato dai soggetti in gravidanza per i possibili effetti uterotonici. L'olio essenziale di prezzemolo, se ingerito, può dare effetti avversi anche a livello epatico e lo psoralene e i suoi derivati presenti nella pianta sono stati collegati alle fotodermatiti che colpiscono i raccoglitori di prezzemolo.[3]